# Жузе Даер
Жузе Даер (порт. José Daher; 20 квітня 1966 — 13 січня 2014) — колишній бразильський тенісист.
Найвищу одиночну позицію світового рейтингу — 139 місце досяг 18 липня 1988, парну — 188 місце — 16 травня 1988 року.
Найвищим досягненням на турнірах Великого шолома було 2 коло в парному розряді.

## Титули на челленджерах

### Парний розряд: (3)
| Ранг | Рік  | Турнір              | Покриття | Партнер           | Суперники                   | Рахунок       |
| ---- | ---- | ------------------- | -------- | ----------------- | --------------------------- | ------------- |
| 1.   | 1987 | Сан-Паулу, Бразилія | Ґрунт    | Елеутеріу Мартінс | Рікардо Асіолі Дасіу Кампус | 6–3, 7–6      |
| 2.   | 1990 | Кампус, Бразилія    | Тверде   | Жайме Онсінс      | Нелсон Аертс Фернандо Роезе | 7–6, 6–4      |
| 3.   | 1992 | Кампус, Бразилія    | Тверде   | Маріо Табарес     | Том Мерсер Доналд Джонсон   | 6–3, 6–7, 6–3 |